# Saint-Jean-de-Serres
Saint-Jean-de-Serres là một xã ở tỉnh Gard. Xã này có diện tích 8,26 kilômét vuông, dân số năm 1999 là 444 người. Khu vực này có độ cao trung bình 125 mét trên mực nước biển.